# 马达扬
马达扬（法語：Madaillan，法語發音：[madajɑ̃]）是法国洛特-加龙省的一个市镇，属于阿让区。

## 地理
马达扬（44°16'37"N, 0°34'26"E）面积24.39 平方千米，位于法国新阿基坦大区洛特-加龍省，该省份为法国西南部内陆省份，北起多爾多涅省，西接吉倫特省和朗德省，南至热尔省，东临塔恩-加龙省和洛特省。
与马达扬接壤的市镇（或旧市镇、城区）包括：科莱拉克-圣锡尔克、富莱罗讷、洛尼亚克、小吕西尼昂、普赖萨斯、圣伊莱尔-德吕西尼昂。

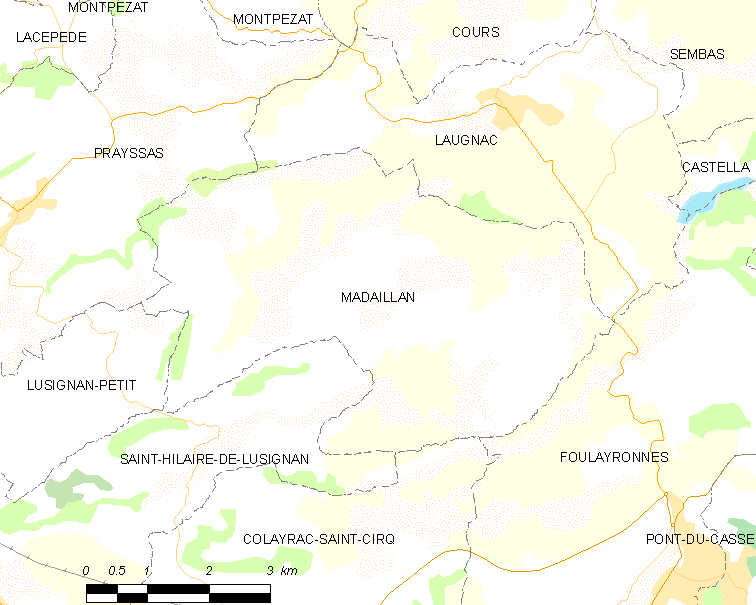
马达扬的OSM定位图

马达扬的时区为UTC+01:00、UTC+02:00（夏令时）。

## 行政
马达扬的邮政编码为47360，INSEE市镇编码为47155。

## 政治
马达扬所属的省级选区为汇流县。

## 人口

1962-2008年间马达扬人口变化图示

马达扬于2022年1月1日时的人口数量为664人。